# Bradford on Avon
Bradford on Avon è un paese di 9 402 abitanti della contea del Wiltshire, in Inghilterra, situato - come suggerisce il nome - lungo il corso del fiume Avon. 
È un centro commerciale e turistico caratterizzato dalla presenza di numerosi edifici storici. Le sue origini risalgono all'epoca romana ed ebbe un periodo di forte crescita nel XVII secolo per la presenza di industrie tessili.

## Monumenti e luoghi d'interesse
- Westwood Manor, nella omonima località.